# Passeport kényan
Le passeport kényan est un document de voyage international délivré aux ressortissants kényans, et qui peut aussi servir de preuve de la citoyenneté kényane.

## Liste des pays sans visa ou visa à l'arrivée
Le passeport kényan permet l'entrée sans visa dans 40 pays et l'entrée avec visa à l'arrivée dans 34 pays, parmi lesquels:
- Burundi
- Uganda
- Rwanda

## Passeport électronique nouvelle génération
À la suite de l'accord entre les États, membres de la Communauté de'Afrique de l'Est (EAC), le gouvernement kenyan a lancé la migration des anciens passeports vers les nouveaux passeports électroniques en décembre 2016. En raison de la pandémie de COVID-19, la date limite de migration vers les passeports électroniques a été prolongée jusqu'au 31 décembre. 2021. Cependant, à la fin de 2021, la réunion du Conseil des ministres de l'EAC a prolongé la période de suppression progressive du passeport de tous les pays membres de l'EAC jusqu'en novembre 2022. Les exigences pour les candidats sont les suivantes :
- Candidature pré-remplie sur le site citoyen
- Originaux accompagnés d'une photocopie de l'acte de naissance, de la carte d'identité nationale et de l'ancien passeport. Photocopies de la pièce d'identité du recommandataire et des pièces d'identité des parents. Trois photos de format passeport actuelles.
- Tous les documents doivent être présentés en personne pour l'inscription biométrique.

Les passeports électroniques de nouvelle génération permettront aux citoyens kenyans de se déplacer librement dans la zone de la Communauté de'Afrique de l'Est.

## Validité
Selon le département de l'immigration relevant du ministère de l'Intérieur et de la Coordination nationale, et lu conjointement avec la constitution kenyane, les passeports kenyans sont valables dix ans après la date de délivrance. Les enfants et les personnes de moins de dix-huit ans sont tenus d'avoir leur propre passeport émis par le gouvernement, distinct de celui de leurs parents. La demande des mineurs se fait sur le compte e-citoyen des parents. Les frais sont les mêmes que pour les adultes et la validité est également de dix ans.